# 1526 Mikkeli
1526 Mikkeli este un asteroid din centura principală, descoperit pe 7 octombrie 1939, de Yrjö Väisälä.